# Jo Cook
Jo Cook (ur. 22 marca 1984 w Hammersmith) – brytyjska wioślarka.

## Osiągnięcia
- Mistrzostwa Świata Juniorów – Zagrzeb 2000 – ósemka – 6. miejsce[1].
- Mistrzostwa Świata Juniorów – Duisburg 2001 – czwórka bez sternika – 6. miejsce[1].
- Mistrzostwa Świata Juniorów – Troki 2002 – czwórka podwójna – 8. miejsce[1].
- Mistrzostwa Świata U-23 – Amsterdam 2005 – czwórka bez sternika – 5. miejsce[1].
- Mistrzostwa Europy – Poznań 2007 – ósemka – 3. miejsce[1].
- Mistrzostwa Europy – Ateny 2008 – ósemka – 2. miejsce[1].
- Mistrzostwa Świata – Poznań 2009 – ósemka – 5. miejsce[1].
- Mistrzostwa Świata – Bled 2011 – ósemka – 3. miejsce[1]